# Callibotys hyalodiscalis
Callibotys hyalodiscalis är en fjärilsart som beskrevs av W. Warren 1895. Callibotys hyalodiscalis ingår i släktet Callibotys och familjen Crambidae. Inga underarter finns listade i Catalogue of Life.